# Dana Dumitriu
Dana Dumitriu (n. 9 septembrie 1943, București, România – d. 10 octombrie 1987, București, România) a fost o prozatoare și critic literar român.

## Biografie
A fost fiica lui Ilie Dumitriu, cofetar, și al Elenei (n. Ionescu).
A urmat cursurile Liceului „Petru Groza” din București, obținând bacalaureat în 1961 și pe cele ale Facultății de Limba și Literatura Română din cadrul Universității din București, cu examen de licență în 1966. Scrie foiletoane de critică literară la revistele Luceafărul, Argeș și România literară. A publicat mai multe romane și două volume de eseuri critice.
După terminarea facultății a lucrat ca redactor la Radio (1966-1967), la ziarul „Munca” (1967-1968) și, din 1968, redactor la „România literară”.
Iată ce scrie Nicolae Manolescu: „În anii 1970-1980, Dana Dumitriu scria la noi cel mai radical roman psihologic. Își citise precursorii în felul ei stăruitor și cu creionul în mâna: Hortensia Papadat-Bengescu, dar și Henry James, Marcel Proust, Virginia Woolf sau Lawrence Durrell. […] Prințul Ghica este și singurul nostru roman psihologic din specia romanului istoric. Autoarea nu se dezminte. Și Prințul Ghica descrie un eșec, acela suferit de Ion Ghica în candidatura niciodată oficializată la scaunul de domnitor al Principatelor Române. Protagonistul e lucrat, pe dinafară și pe dinăuntru, cu iglița unei arte românești mai fine decât firul de ață.”  
În 1987 a decedat în urma unei boli incurabile. Este înmormântată la cimitirul Bellu din București.

## Ficțiuni
- Migrații, nuvele, 1971
- Masa zarafului, roman, 1972
- Duminica mironosițelor, roman, 1977
- Întoarcerea lui Pascal, roman, 1979
- Prințul Ghica, roman istoric, 1982-1986

## Eseuri critice
- Ambasadorii sau despre realismul psihologic, 1976
- Introducere în opera lui C.A. Rosetti, 1984